# Heliobolus spekii
Heliobolus spekii är en ödleart som beskrevs av  Günther 1872. Heliobolus spekii ingår i släktet Heliobolus och familjen lacertider.

## Underarter
Arten delas in i följande underarter:
- Heliobolus spekii scorteccii (Arillo, Balletto & Spanò, 1965)
- Heliobolus spekii sextaeniata (Stejneger, 1894)
- Heliobolus spekii spekii (Günther, 1872)